# دانبرووا-کیته
دانبرووا-کیته (به لهستانی:  Dąbrowa-Kity) یک روستا در لهستان است که در گمینا چژو واقع شده‌است. دانبرووا-کیته ۱۲ نفر جمعیت دارد.